# Надія (Полтавський район)
Надія — село в Україні, у Диканській селищній громаді Полтавського району Полтавської області. Населення становить 458 осіб. До 2020 орган місцевого самоврядування — Надеждинська сільська рада.

## Географія

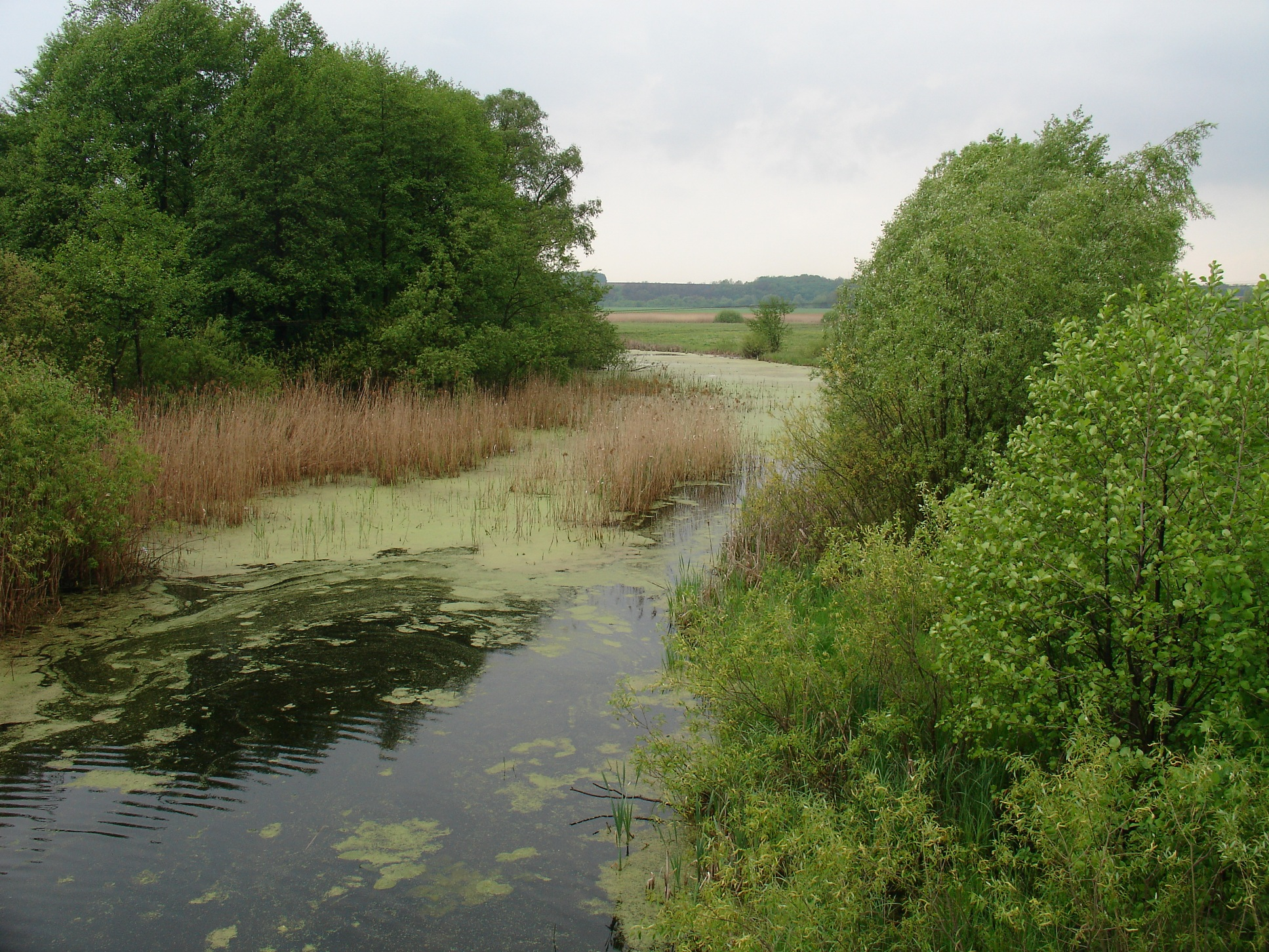
Середня Говтва в селі Надія

Село Надія знаходиться на березі річки Велика Говтва, яка через 1 км впадає в річку Вільхова Говтва, вище за течією примикає село Климківка. Поруч проходить автомобільна дорога Т 1721.

## Історія
12 червня 2020 року, відповідно до розпорядження Кабінету Міністрів України № 721-р «Про визначення адміністративних центрів та затвердження територій територіальних громад Полтавської області», село увійшло до складу Диканської селищної громади.
19 липня 2020 року, в результаті адміністративно - територіальної реформи та ліквідації Диканського району, село увійшло до складу новоутвореного Полтавського району.
22 червня 2023 року рішенням Національної комісії зі стандартів державної мови віднесено до списку населених пунктів, які «можуть не відповідати лексичним нормам української мови», зокрема стосуватися «російської імперської чи колоніальної політики». Громаді рекомендовано запропонувати нову назву в установленому законодавством порядку.

## Економіка
- АФ «Надія».

## Об'єкти соціальної сфери
- Школа I-II ст.

## Відомі люди
У селі народився російський і український лікар Каменський Іван Петрович.